# Sebastian Rohrberg
Sebastian Rohrberg (13 de marzo de 1979) es un deportista alemán que compitió en tiro con arco, en la modalidad de arco recurvo.
Ganó una medalla de plata en el Campeonato Mundial de Tiro con Arco en Sala de 2007, dos medallas en el Campeonato Europeo de Tiro con Arco al Aire Libre de 2010 y dos medallas en el Campeonato Europeo de Tiro con Arco en Sala, en los años 2008 y 2010.

## Palmarés internacional
| Campeonato Mundial en Sala       | Campeonato Mundial en Sala | Campeonato Mundial en Sala | Campeonato Mundial en Sala |
| Año                              | Lugar                      | Medalla                    | Prueba                     |
| -------------------------------- | -------------------------- | -------------------------- | -------------------------- |
| 2007                             | Esmirna (Turquía)          | Medalla de plata           | Equipo                     |
| Campeonato Europeo al Aire Libre |                            |                            |                            |
| Año                              | Lugar                      | Medalla                    | Prueba                     |
| 2010                             | Rovereto (Italia)          | Medalla de oro             | Equipo                     |
| 2010                             | Rovereto (Italia)          | Medalla de plata           | Equipo mixto               |
| Campeonato Europeo en Sala       |                            |                            |                            |
| Año                              | Lugar                      | Medalla                    | Prueba                     |
| 2008                             | Turín (Italia)             | Medalla de plata           | Equipo                     |
| 2010                             | Poreč (Croacia)            | Medalla de oro             | Individual                 |